# 圣约伯堂 (威尼斯)
圣约伯堂（義大利語：Chiesa di San Giobbe，威尼斯方言 Sant'Agiopo）是一座 15世纪罗马天主教教堂位于意大利威尼斯卡纳雷吉欧区同名的广场，卡纳雷吉欧运河南岸，靠近三拱桥（Ponte dei Tre Archi）。

## 历史

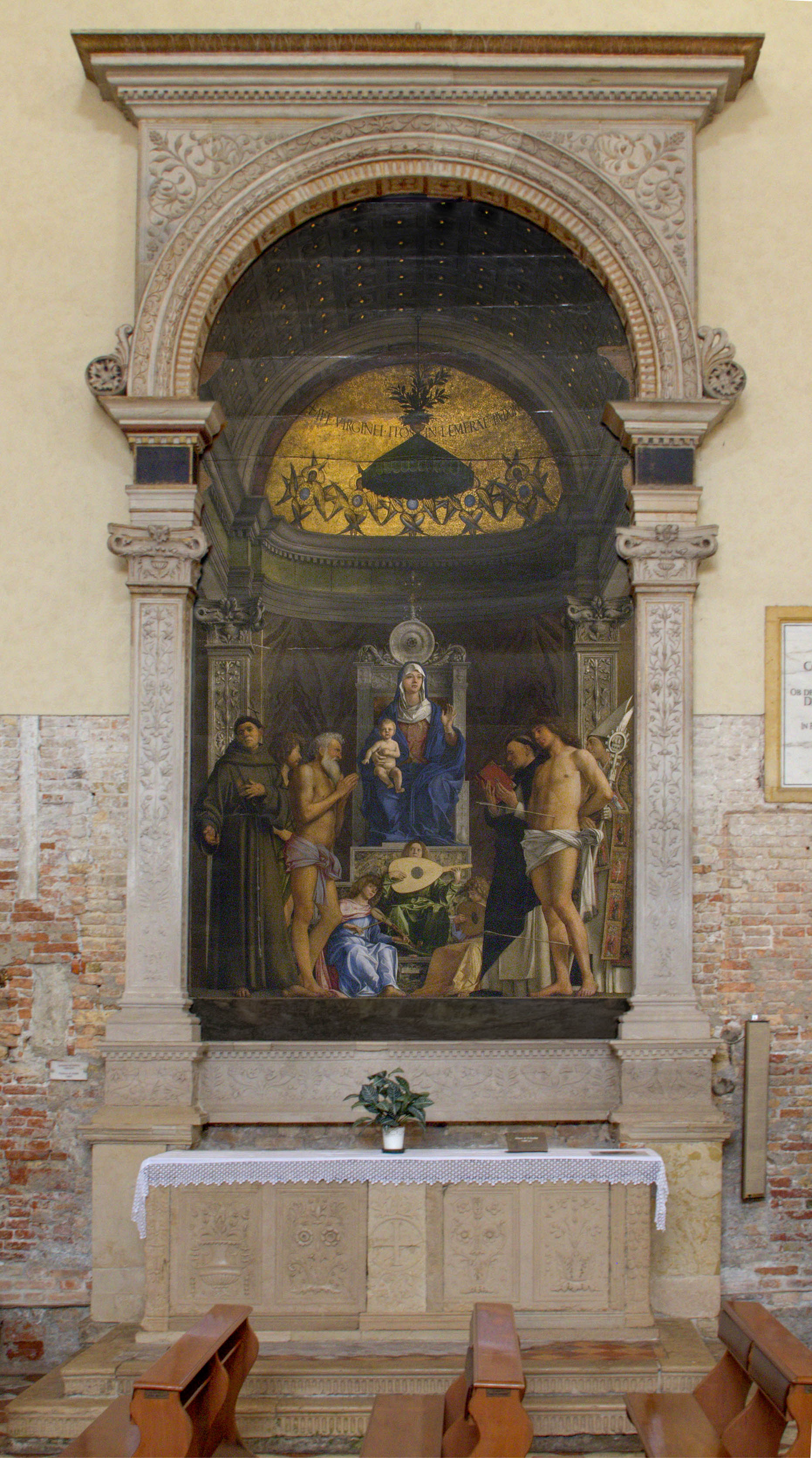
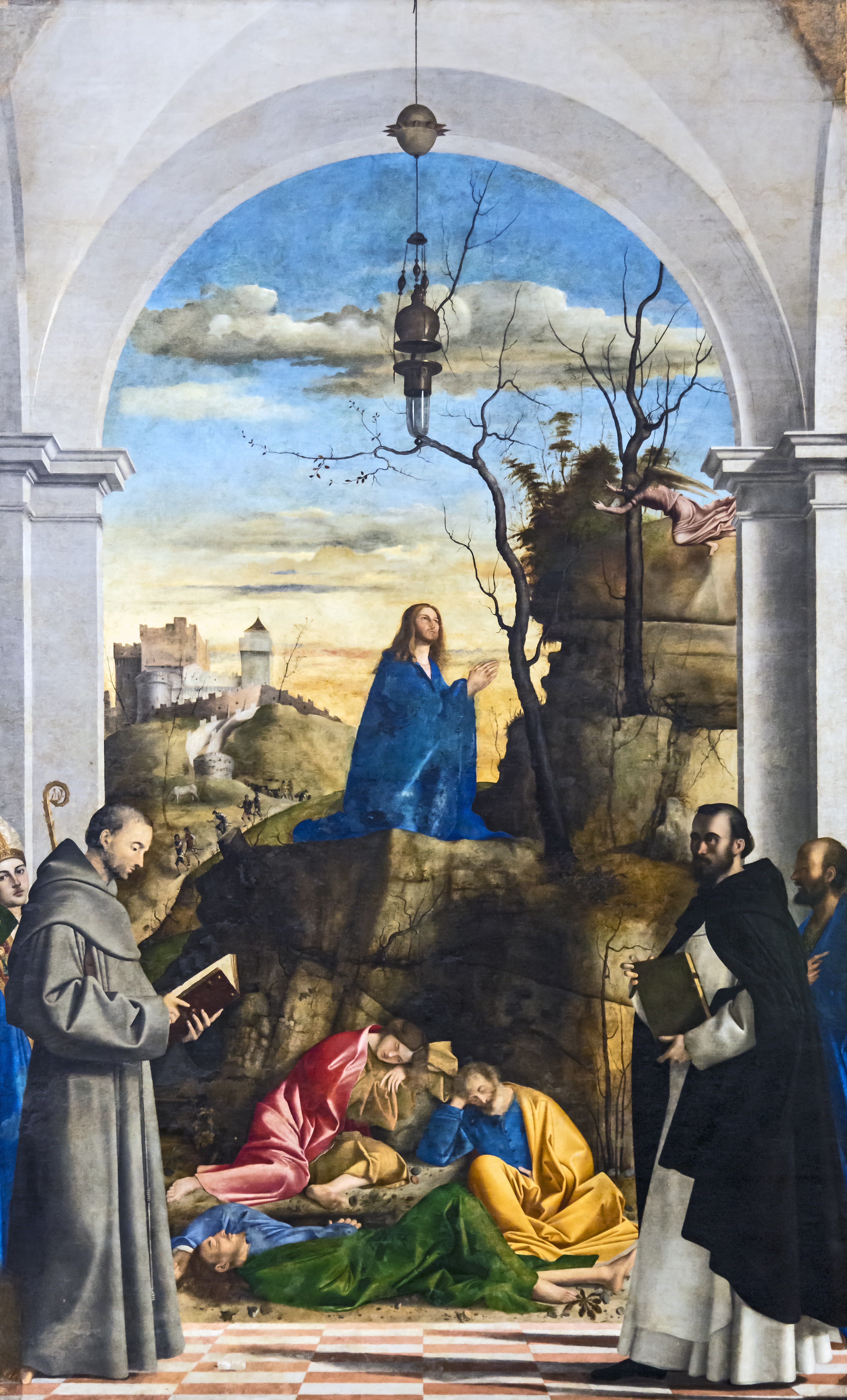
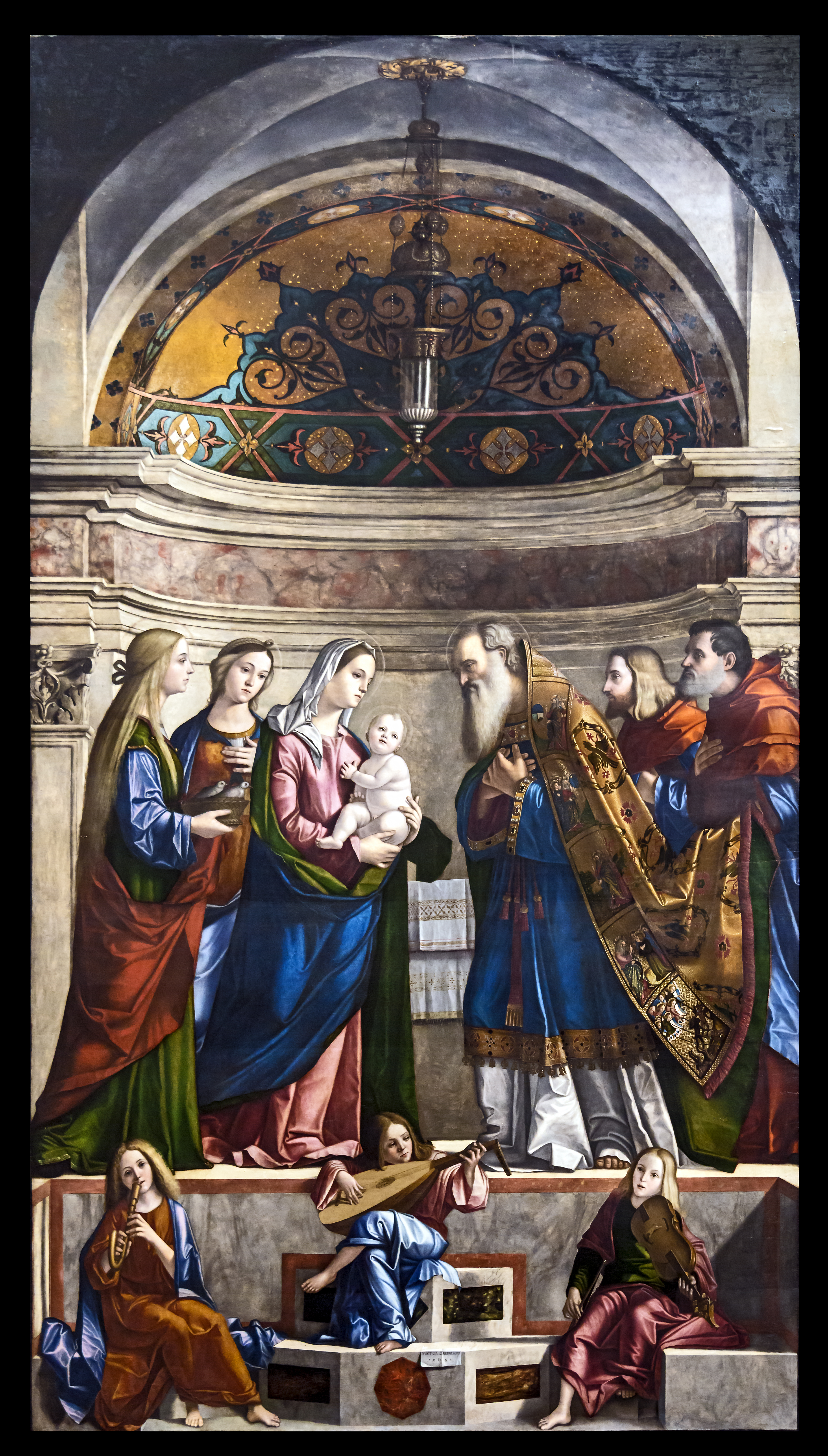

该堂供奉约伯，是黑死病发生后在威尼斯建造的五座还愿教堂之一。
该堂供奉约伯，建于1450-1493年，是该市最早的文艺复兴建筑之一。总督克里斯托弗·莫罗在去世前三个月捐款1万金币, 死后就葬在该堂。建筑师包括Antonio Gambello和Pietro Lombardo。
堂内还有包含法国驻威尼斯共和国大使René de Voyer de Paulmy d'Argenson的坟墓, 由法国雕塑家Claude Perreau和托马斯·布兰切特（Thomas Blanchet）雕刻。堂内原有若干祭台画名作，现在收藏在学院美术馆。

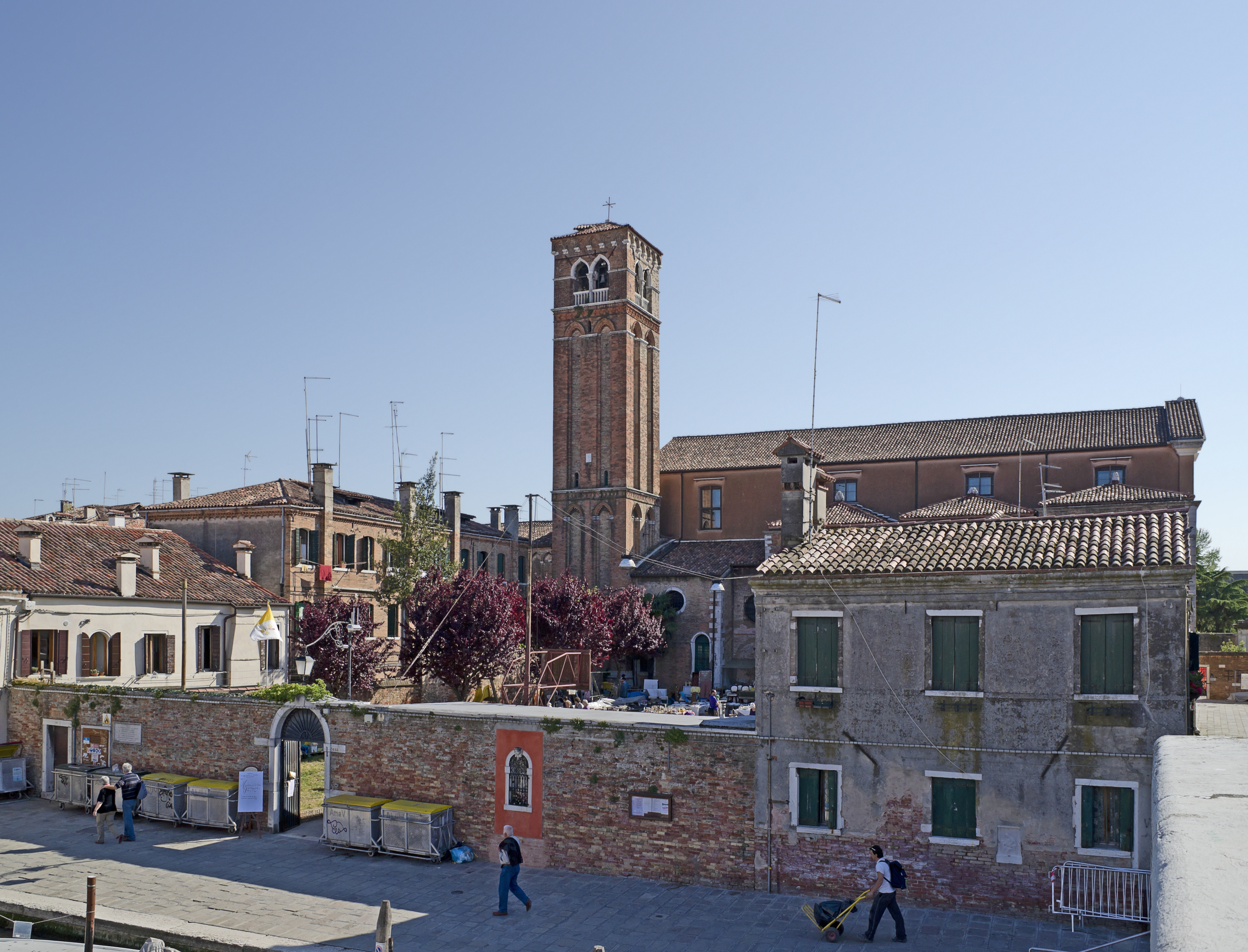
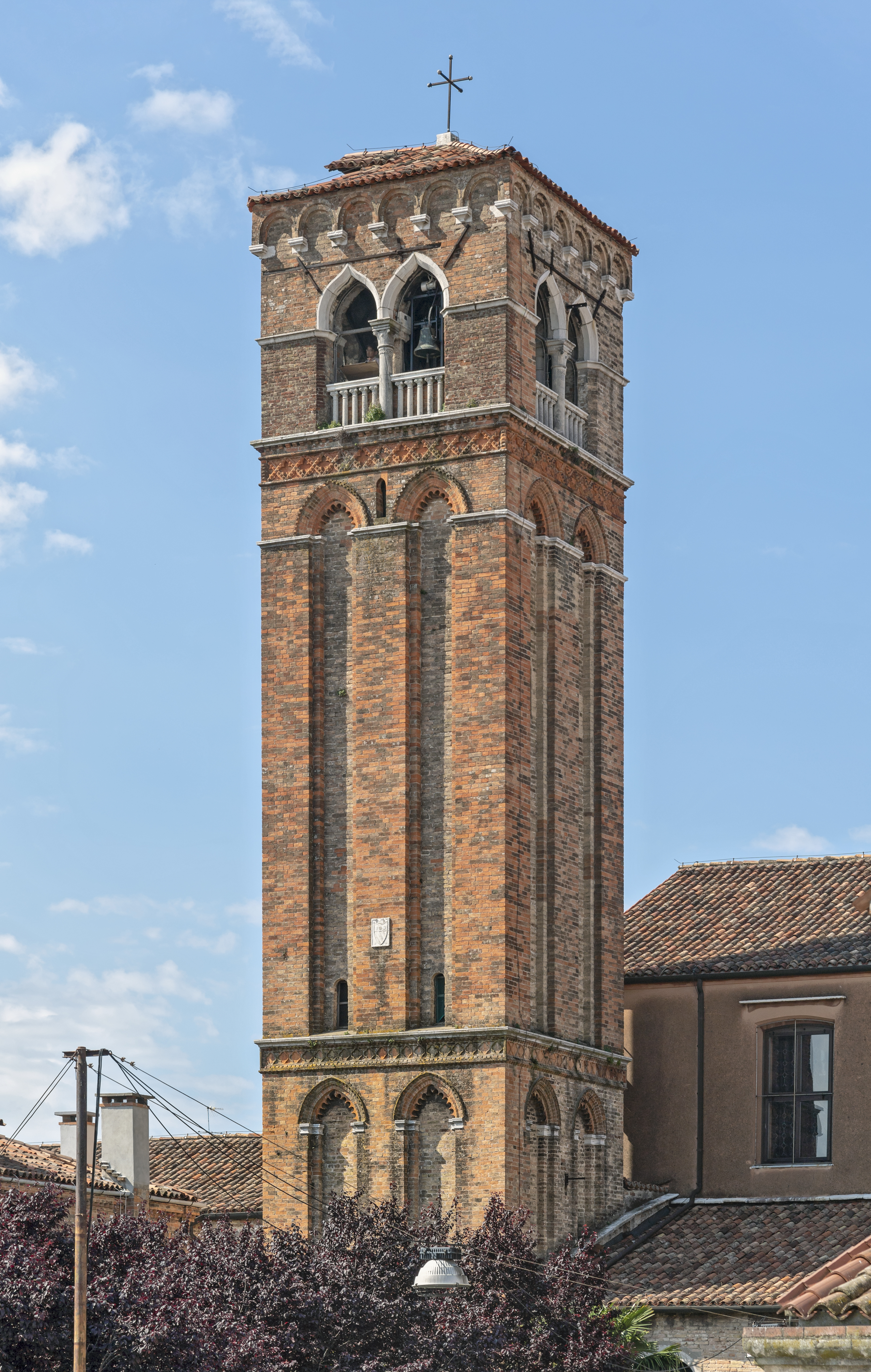
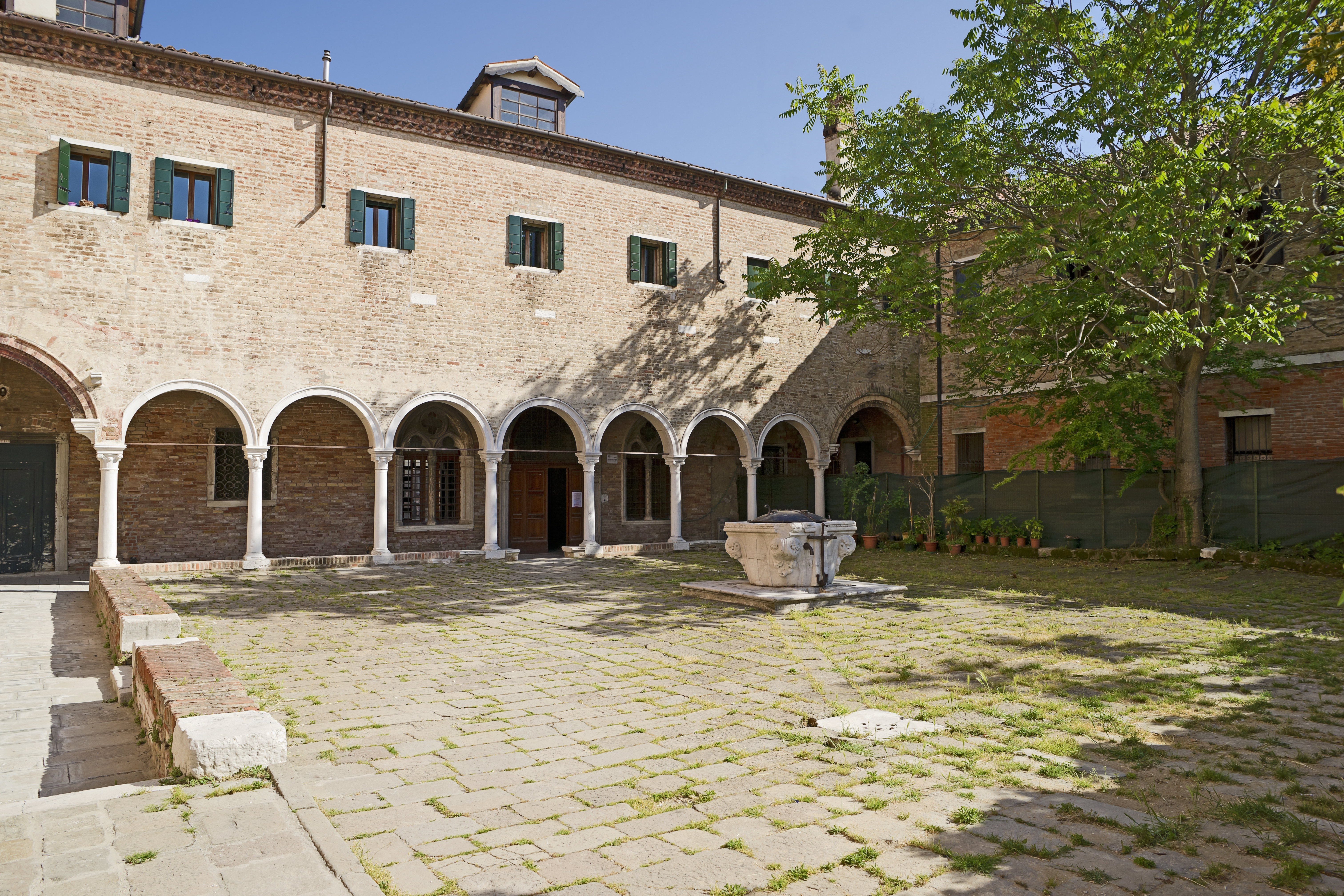
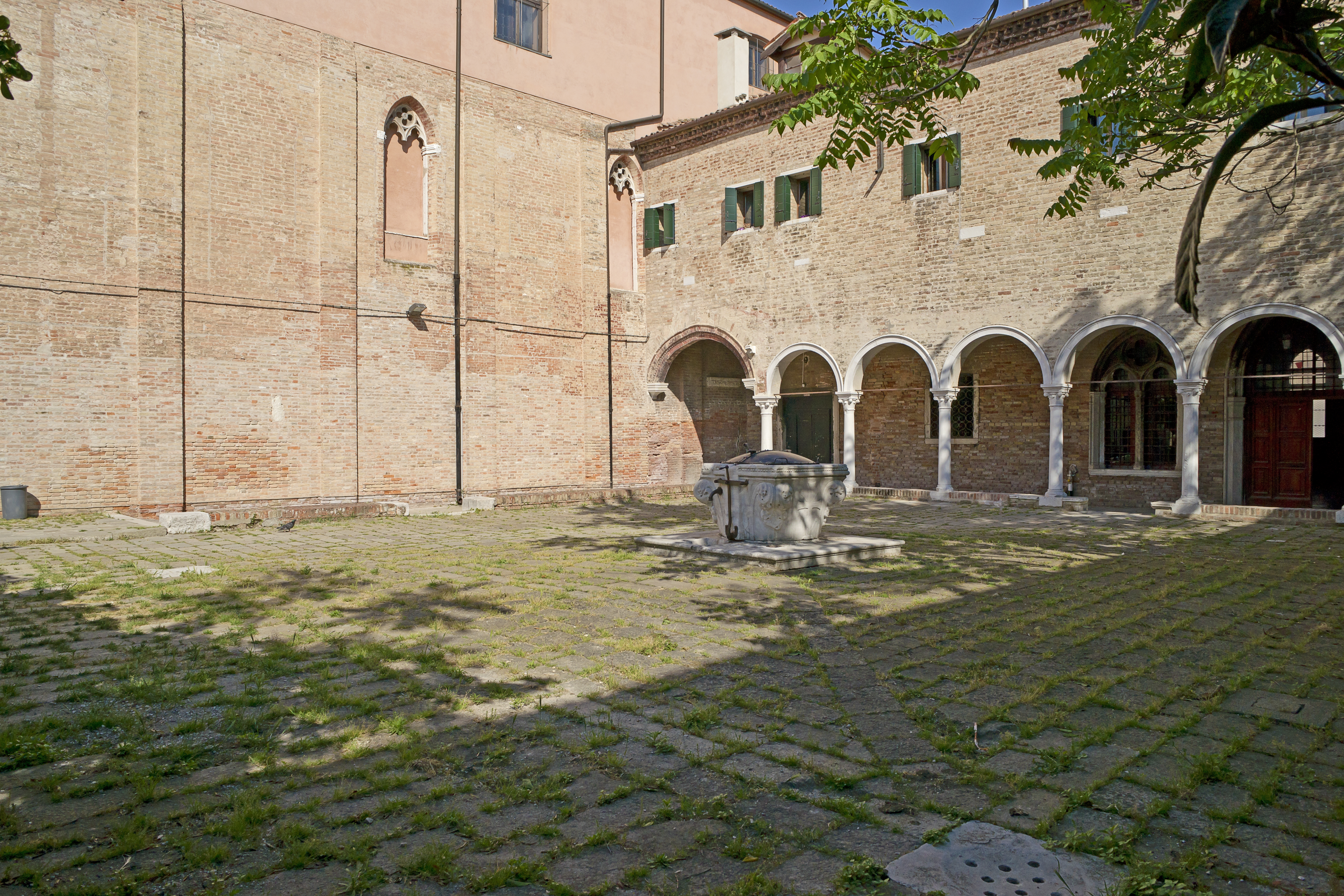
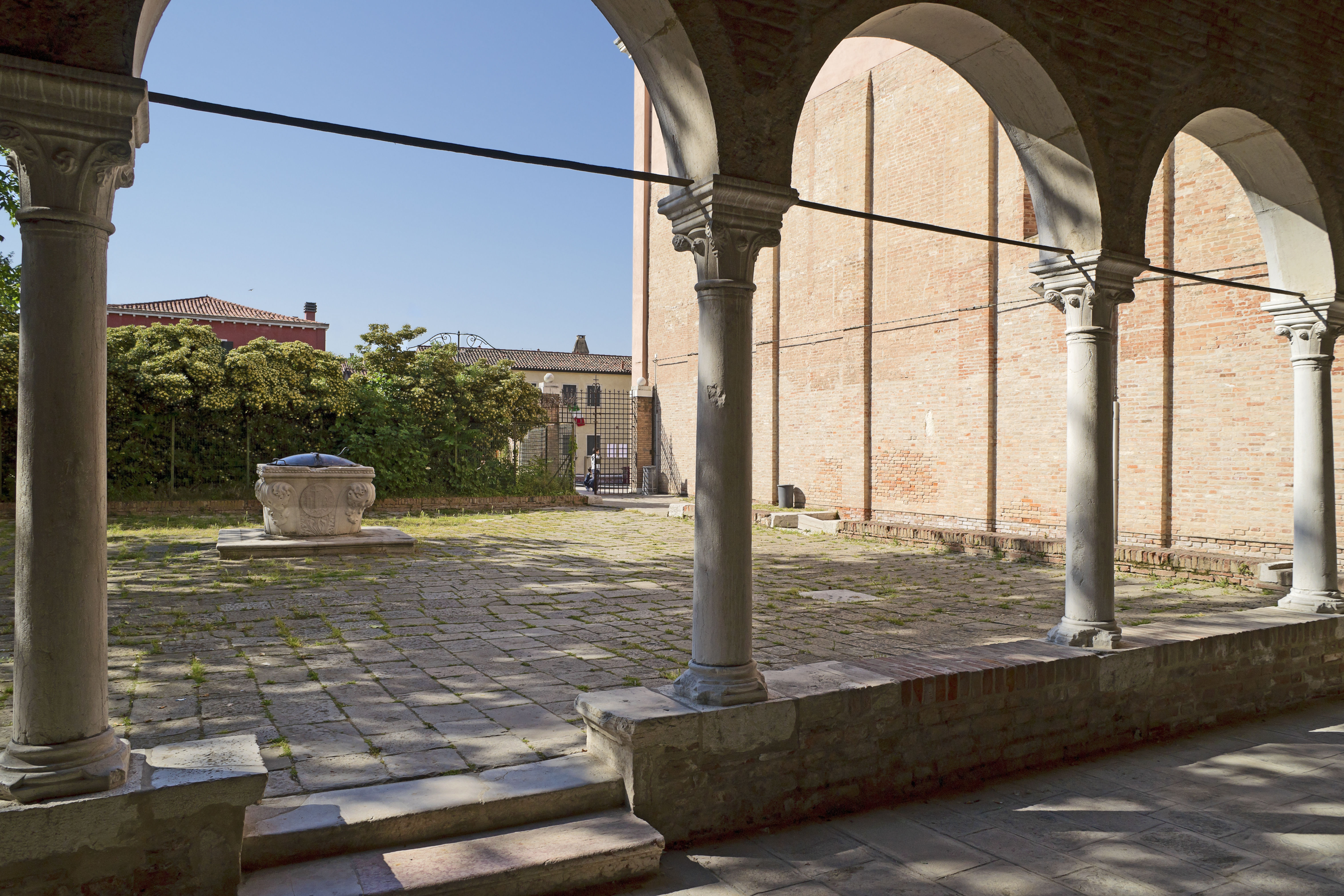
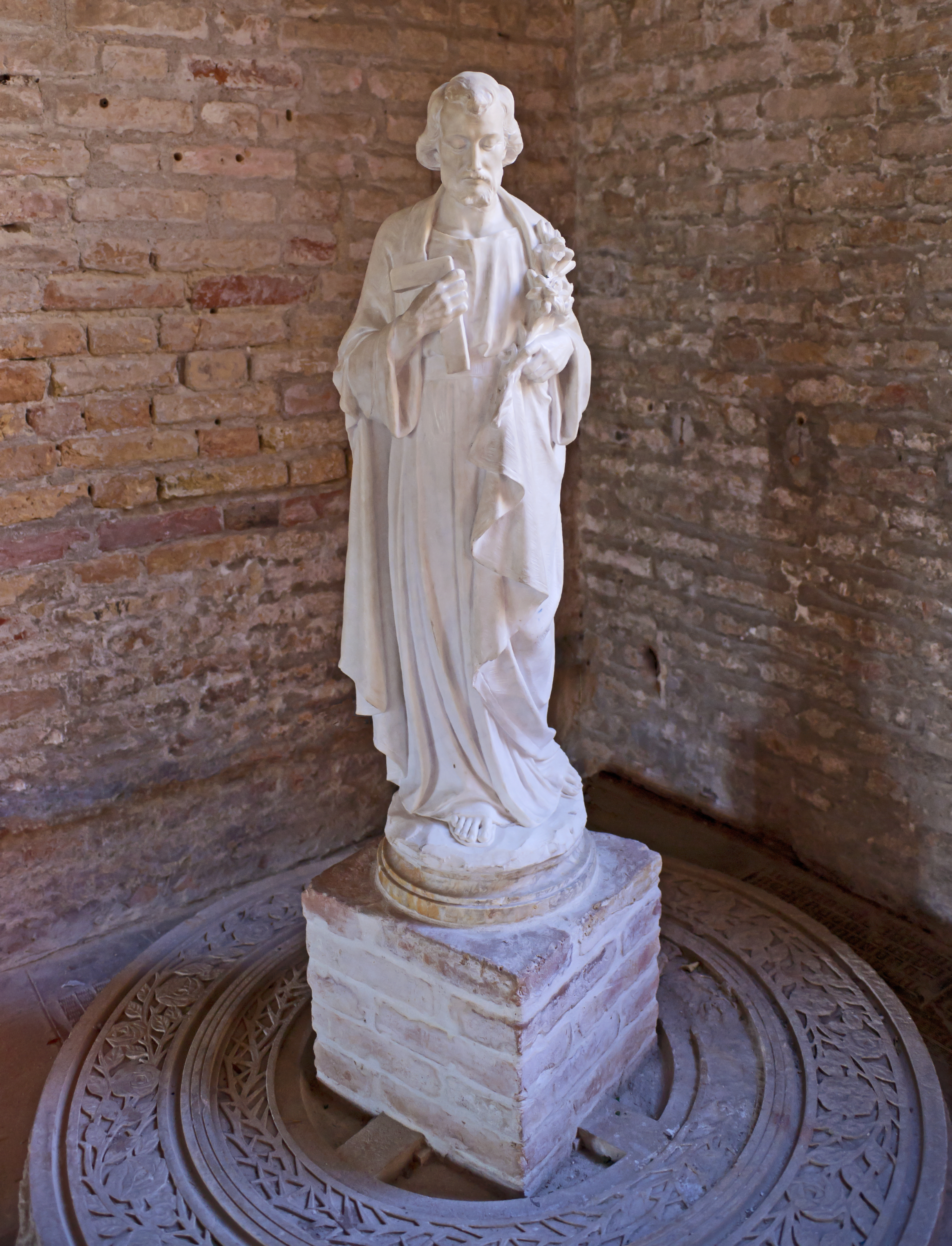
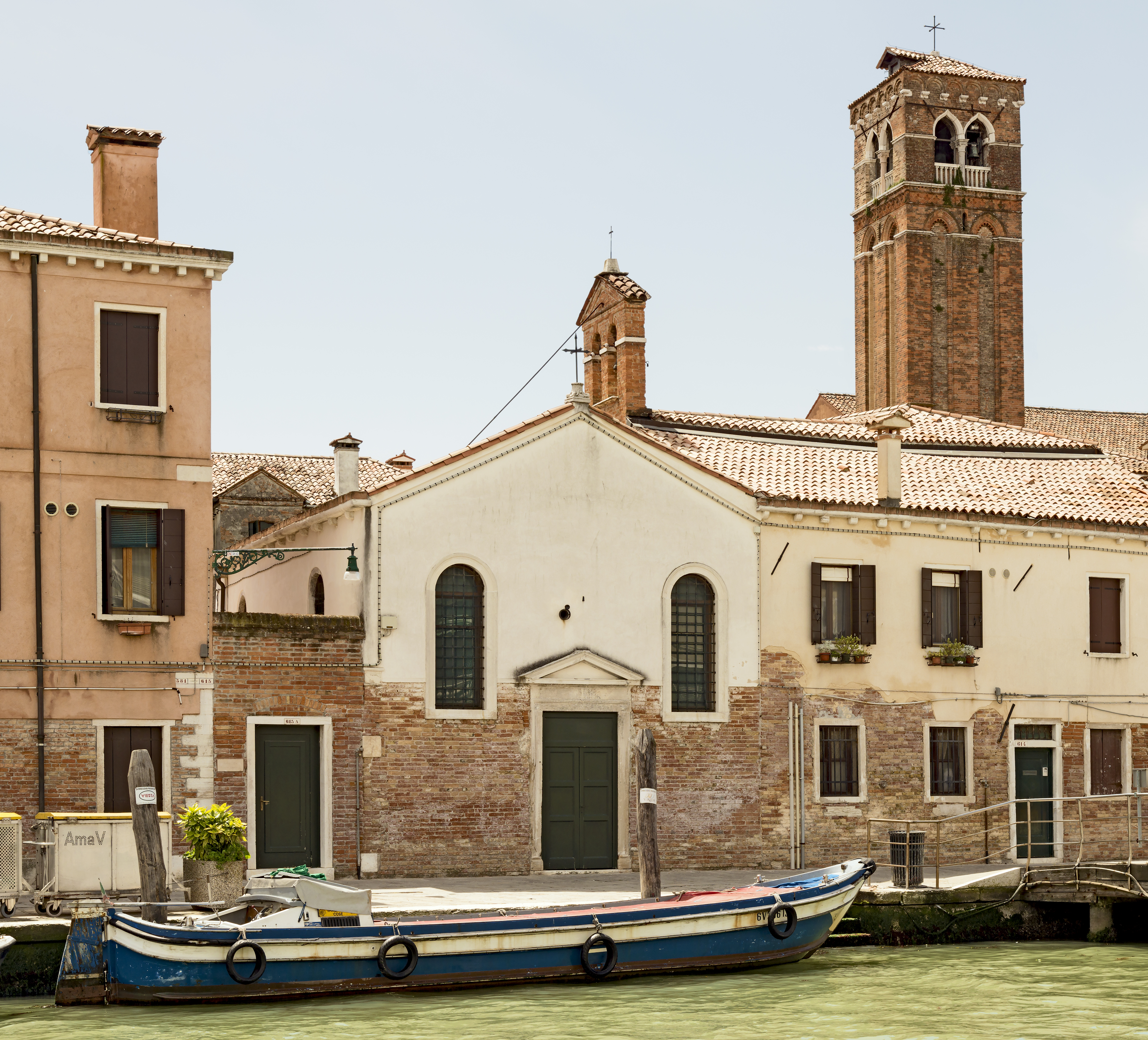